# Episodi di Better Off Ted - Scientificamente pazzi (prima stagione)
La prima stagione della serie televisiva Better Off Ted - Scientificamente pazzi, composta da 13 episodi, è stata trasmessa negli Stati Uniti dal 18 marzo all'11 agosto 2009.
In Italia è stata trasmessa in prima visione assoluta dal 21 ottobre al 30 dicembre 2009 su Fox e per la prima volta in chiaro dal 7 ottobre 2010 su Cielo.
| nº | Titolo originale                  | Titolo italiano        | Prima TV USA   | Prima TV Italia  |
| -- | --------------------------------- | ---------------------- | -------------- | ---------------- |
| 1  | Pilot                             | L'azienda perfetta     | 18 marzo 2009  | 21 ottobre 2009  |
| 2  | Heroes                            | Mr. Risolve problemi   | 25 marzo 2009  | 28 ottobre 2009  |
| 3  | Through Rose Colored HAZMAT Suits | Il plexiglas e le rose | 1º aprile 2009 | 4 novembre 2009  |
| 4  | Racial Sensitivity                | L'uomo bianco ombra    | 8 aprile 2009  | 11 novembre 2009 |
| 5  | Win Some, Dose Some               | Vivo e competitivo     | 15 aprile 2009 | 18 novembre 2009 |
| 6  | Goodbye, Mr. Chips                | Addio Mr. Chips        | 22 aprile 2009 | 25 novembre 2009 |
| 7  | Get Happy                         | Sii felice             | 5 maggio 2009  | 2 dicembre 2009  |
| 8  | You Are the Boss of Me            | Sei il mio capo        | 23 giugno 2009 | 2 dicembre 2009  |
| 9  | Bioshuffle                        | Il bio-computer        | 30 giugno 2009 | 2 dicembre 2009  |
| 10 | Trust and Consequence             | Operazione profumo     | 14 luglio 2009 | 9 dicembre 2009  |
| 11 | Father, Can You Hair Me?          | Papà, che vuoi da me?  | 21 luglio 2009 | 16 dicembre 2009 |
| 12 | Jabberwocky                       | L'edificio ecologico   | 11 agosto 2009 | 23 dicembre 2009 |
| 13 | Secrets and Lives                 | Segreti e bugie        | 11 agosto 2009 | 30 dicembre 2009 |